# جيورجي إفنشفلي
جيورجي إفنشفلي هو لاعب كرة قدم جورجي في مركز الهجوم، ولد في 18 أكتوبر 1989 في تبليسي في جورجيا. شارك مع منتخب جورجيا تحت 19 سنة لكرة القدم ومنتخب جورجيا تحت 21 سنة لكرة القدم. أما مع النوادي، فقد لعب مع نادي بيلينزونا ونادي تسخينفالي ونادي زيورخ ونادي شافهاوزن ونادي فولن.

## وصلات خارجية
- جيورجي إفنشفلي على موقع الاتحاد الأوربي (الإنجليزية)
- جيورجي إفنشفلي على موقع قاعدة بيانات كرة القدم.إي يو (الإنجليزية)
- جيورجي إفنشفلي على موقع Soccerway.com (الإنجليزية)